# Ströbylund, Holmtorpet och Solsäter
Ströbylund , Holmtorpet och Solsäter är en av SCB avgränsad och namnsatt småort i Uppsala kommun. Småorten omfattar bebyggelse i tre byar i Börje socken belägna cirka 9 km väster om centrala Uppsala. 

## Befolkningsutveckling
| Befolkningsutvecklingen i Ströbylund, Holmtorpet och Solsäter 1990–2023 | Befolkningsutvecklingen i Ströbylund, Holmtorpet och Solsäter 1990–2023 | Befolkningsutvecklingen i Ströbylund, Holmtorpet och Solsäter 1990–2023 | Befolkningsutvecklingen i Ströbylund, Holmtorpet och Solsäter 1990–2023 | Befolkningsutvecklingen i Ströbylund, Holmtorpet och Solsäter 1990–2023 |
| ----------------------------------------------------------------------- | ----------------------------------------------------------------------- | ----------------------------------------------------------------------- | ----------------------------------------------------------------------- | ----------------------------------------------------------------------- |
|                                                                         |                                                                         |                                                                         |                                                                         |                                                                         |
| År                                                                      |                                                                         |                                                                         | Folkmängd                                                               | Areal (ha)                                                              |
| 1990                                                                    | 1990                                                                    |                                                                         | 55                                                                      | 7#                                                                      |
| 1995                                                                    | 1995                                                                    |                                                                         | 65                                                                      | 7#                                                                      |
| 2000                                                                    | 2000                                                                    |                                                                         | 84                                                                      | 8#                                                                      |
| 2005                                                                    | 2005                                                                    |                                                                         | 105                                                                     | 11#                                                                     |
| 2010                                                                    | 2010                                                                    |                                                                         | 107                                                                     | 11#                                                                     |
| 2015                                                                    | 2015                                                                    |                                                                         | 138                                                                     | 19#                                                                     |
| 2020                                                                    | 2020                                                                    |                                                                         | 131                                                                     | 20#                                                                     |
| 2023                                                                    | 2023                                                                    |                                                                         | 136                                                                     | 22                                                                      |
| Anm.: # Som småort.                                                     |                                                                         |                                                                         |                                                                         |                                                                         |